# Tabanera la Luenga
Tabanera la Luenga – gmina w Hiszpanii, w prowincji Segowia, w Kastylii i León, o powierzchni 12,88 km². W 2011 roku gmina liczyła 75 mieszkańców.